# Mastixis hipocoon
Mastixis hipocoon är en fjärilsart som beskrevs av William Schaus 1916. Mastixis hipocoon ingår i släktet Mastixis och familjen nattflyn. Inga underarter finns listade i Catalogue of Life.